# Megaselia chrysopyge
Megaselia chrysopyge är en tvåvingeart som beskrevs av Rudolf Beyer 1965. Megaselia chrysopyge ingår i släktet Megaselia och familjen puckelflugor. Inga underarter finns listade i Catalogue of Life.